# Оте (Токіо)

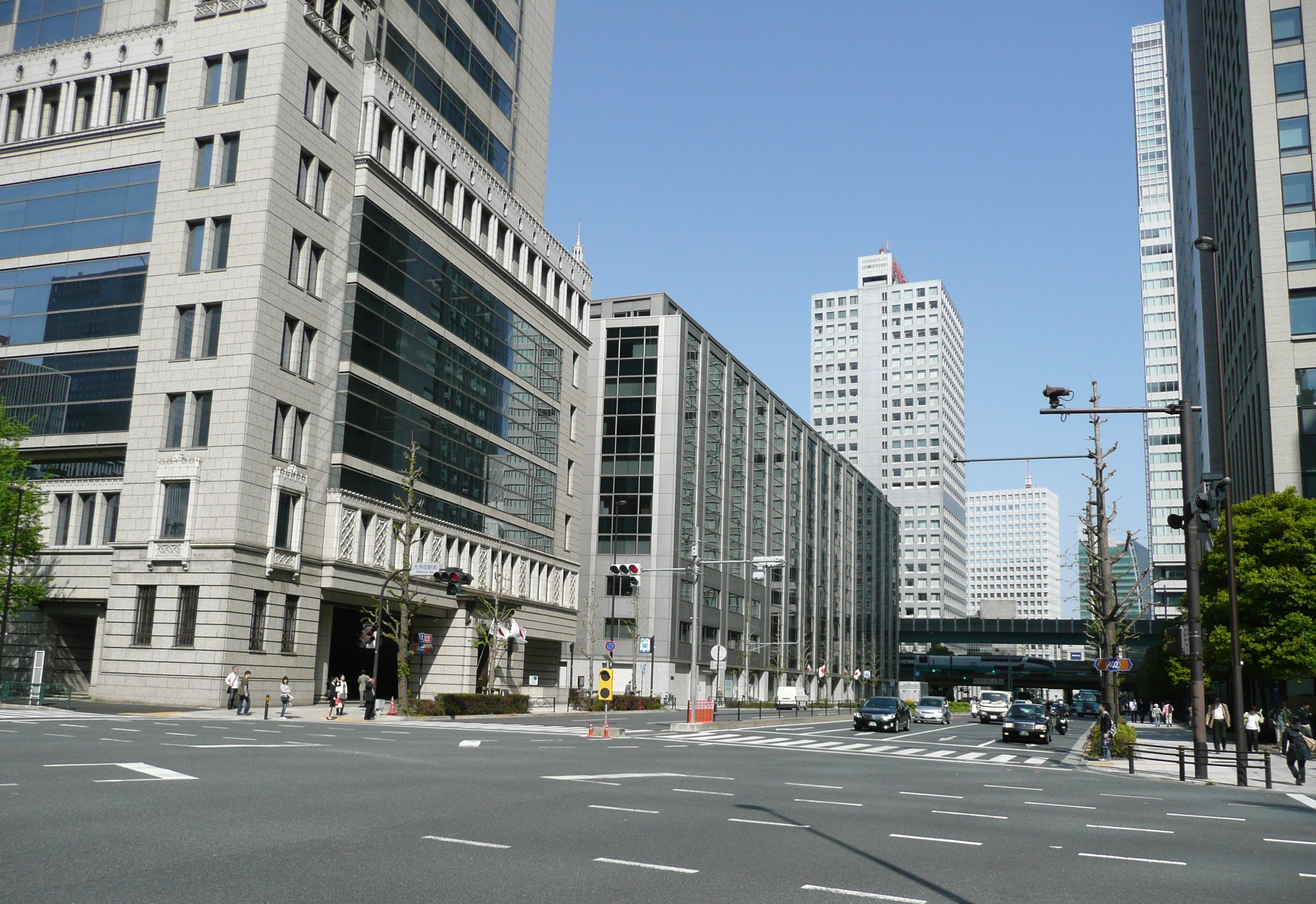
Оте.

О́те або О́те-ма́ті (яп. 大手町, おおてまち) — квартал в Японії, в столиці Токіо. Розташована в північно-східній частині центру Токіо, в районі Чійода. Один з столичних осередків бізнесу й комерції. Входить до осердя Токіо, разом із місцевостями Ніхонбаші, Ґіндза, Юраку, Маруноучі, Касуміґасекі, Наґата, Хібія. Названа на честь головних північних воріт замку Едо — брами Оте. В місцевості також розташовані урядові будівлі.